# Містофорія
Містофорія (дав.-гр. μισθοφόρια) — система виплат громадянам за виконання ними громадянських обов'язків, що існувала в Стародавніх Афінах, а за деякими непевними даними - і в інших містах-державах Стародавньої Греції. 
Ініціатором запровадження містофорії вважають Перікла. Спочатку за його інціативою винагороджувати стали присяжних, що виконували обов'язки суддів в геліеї. Згодом система оплати поширилася на членів буле та інших посадовців, а з часом - і на громадян, які несли військову службу. Зрештою був запроваджений теорікон - виплата зі скарбниці невеликої суми грошей бідним громадянам для відвідування ними театру. 
Головним завданням містофорії було залучення до управління полісом усіх громадян, незалежно від їхніх статків. Проте з часом вона сприяла поширенню серед громади утриманських настроїв і посиленню кризи давньогрецької демократії.
Після олігархічного перевороту у 411 році до нашої ери містофорія в Афінах була скасована, але з реставрацією демократії - знову відновлена. За ініціативою Клеофонта була запроваджена так звана діобелія – відтоді кожний громадянин, навіть безробітний, міг тепер розраховувати на виплату з державної скарбниці двох оболів на день. 
З 395 року до нашої ери афінянам почали платити навіть за відвідування народних зборів. Спочатку плата була мінімальна – один обол, як, власне, і пропонував ватажок демосу Агіррій. Та невдовзі інший демагог, Гераклід, наполіг, щоб платили два оболи, і тоді Агіррій збільшив плату до трьох. Як пояснює Аристотель, Агіррій був занепокоєний малолюдністю народних зборів, адже афіняни, заклопотані власним господарством, на відміну від громадян незаможних, просто не мали бажання і часу ходити на засідання. Відтак плата мала збільшити політичну вагу «середньої верстви».
Евбул довів виплати за відвідування народних зборів до однієї драхми (тобто шести оболів), а за участь в «головних» засіданнях платили півтори драхми. При цьому він домігся ухвалення особливого закону, за яким усі «залишки», що опинялися у скарбниці, мали йти лише на виплати громадянам. 
Демосфен звинувачував Евбула у тому, що той розбещує співгромадян. Але варто було Аполлодору запропонувати використати «видовищні гроші» на військові потреби, як занадто ініціативного громадянина відразу присудили до сплати тисячі драхм штрафу. Та запровадили смертну кару за використання громадських коштів «не за призначенням». 
Закон був скасований лише напередодні битви під Херонеєю, внаслідок якої Греція опинилася під македонською владою.